# Deodicates i Deovotes
Deodicata o Deovota són termes associats a alguns noms de dones dels documents de dret de la Catalunya de l'Alta Edat Mitjana. Termes amb els que elles mateixes es reconeixen o són reconegudes per algun altre: un fill, una amiga... Aquests termes ja es van trobar a les inscripcions funeràries de la Hispania visigòtica, ens porten, doncs, a l'inici del cristianisme a Occident, quan algunes dones joves es consagraven a la castedat, com abans feien les verges als temples romans, potser per a no lliurar-se a matrimonis incerts i als perills del part; altres eren vídues, ja que podien conservar els bens familiars sempre que no es tornessin a casar.

## Vinculació religiosa

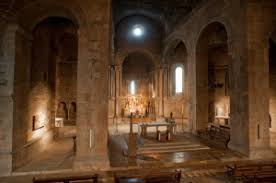
Interior del monestir de Sant Joan de les abadesses.

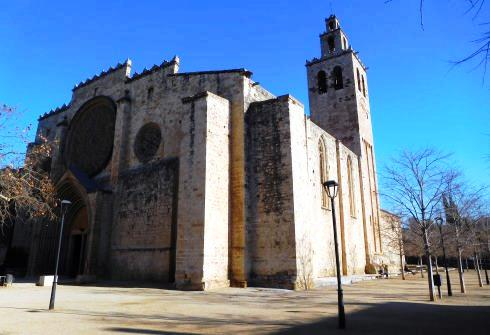
Monestir de Sant Cugat del Vallés

Les deovotae o deodicatae són dones que mantenen una especial vinculació amb la vida religiosa. Una part d'elles les podem considerar sota el perfil de "monges", és a dir, que viuen en un monestir sota una regla. Trobem aquests termes afegits a les germanes dels monestirs benedictins de Sant Joan de Ripoll (o de les abadesses), de Sant Daniel (o Sant Pere de les Puel·les de Girona) i el de Sant Pere de les Puel·les de Barcelona, estudiades por Montserrat Cabré. També els trobem associats a les dones eremites que vivien a les valls, vinculades a algun monestir, normalment femení, però també masculí o mixt.
Però la majoria són dones que viuen fora d'aquest marc de dedicació religiosa reglat i opten per viure la seva espiritualitat en el món, en un perfil que retrobarem més tard en les beguines o beates d'època medieval i moderna. Dones solteres o vídues, amb fills o sense, que veiem als documents participant activament de la vida social i econòmica del moment, amb llibertat de moviments: venent i comprant, administrant un patrimoni personal... i que mantenen en tot cas una particular vivència de l'espiritualitat.
Diverses dones sota aquest mateix perfil han deixat el seu rastre en la documentació catalana dels segles IX al XI: les barcelonines Aurúcia, Adevora (Sant Martí de Provençals), Virgilia (Banyols de l'Hospitalet de Llobregat) Honerada (Montjuïc) o Madrona, a Cervelló, vinculada al monestir de Sant Cugat i moltes altres a la Catalunya Nord com la rossellonesa Ailó, fins a l'Adalez que acompanyava la comtessa Ermessenda de Carcassona quan aquesta va redactar el seu testament a Sant Quirze de Besora. Aurúcia deixava, en el seu testament de 992, nombroses possessions als seus amics, a familiars i a diverses esglésies de Barcelona, entre aquests legats, deixa una tenda que tenia davant les portes de la ciutat a una altra deovota, Grudelle.
En una història de l'espiritualitat femenina, les deovotes o deodicades representen una via de dedicació religiosa no reglada, una pràctica religiosa que s'expressa explícitament en el terme usat per elles mateixes per nomenar la seva experiència i anomenar-se. El fet, d'altra banda, que en aquests moments existissin pocs monestirs de dones en els comtats catalans (tres monestirs femenins contra 47 de masculins), ens porta a considerar que l'espiritualitat de les dones s'estava significant aleshores de manera diferenciada.
Avançat el segle xi, tanmateix, s'observa una progressiva regulació i canalització d'aquesta pràctica d'espiritualitat femenina (al costat d'altres com l'eremitisme, que també es desenvolupà de forma destacada a les zones de la Corona d'Aragó, en especial en les terres de Mallorca) vers el monacat femení, sota l'orde benedictí i l'orde de Sant Agustí.